# اسمیت گروو (کنتاکی)
اسمیت گروو (به انگلیسی: Smiths Grove) شهری در ایالت کنتاکی کشور ایالات متحده آمریکا است که جمعیت آن در سرشماری سال ۲۰۱۰ میلادی، ۷۱۴ نفر بوده‌است.